# Alois Moravec
Alois Moravec (5. ledna 1899 Chyšky – 6. března 1987 Praha) byl český malíř, grafik, ilustrátor a pedagog.

## Život
Narodil se do učitelské rodiny v Chyškách u Milevska, v jeho devíti letech se jeho rodina přestěhovala do Střelských Hoštic na Strakonicku. Základy kreslení získal od svého otce a od svého učitele na měšťanské škole v Horažďovicích. V letech 1913–16 studoval na pražské UMPRUM, kde jeho profesory byli Emanuel Dítě, Arnošt Hofbauer a František Kysela. V letech 1916–1920 pokračoval ve studiích na grafické speciálce AVU u Maxe Švabinského. V průběhu let 1917–1936 byl členem Umělecké besedy, od roku 1919 členem SČUG Hollar, v roce 1936 vstoupil do Sdružení jihočeských výtvarníků.

## Dílo
Alois Moravec byl vyhledávaným ilustrátorem, a to především autory knih spjatých s českým venkovem, jako byli K. Klostermann, J. Š. Baar, V. Martínek, Ant. Sova, L. Stehlík a další. Vedle ilustrací kreslil i do mnoha novin a časopisů, kromě Lidových novin a Českého slova to byly i různé humoristické časopisy (Švanda dudák, Humoristické listy) a časopisy pro děti (Mateřídouška, Ohníček, ABC mladých techniků a přírodovědců).
Jako umělec byl ale především krajinářem, který láskyplně ztvárňoval především krajinu svých rodných jižních Čech. Maloval především na Šumavě (např. Kašperské Hory, Srní, hrad Rábí), Písecku, Strakonicku (řeka Otava), Českobudějovicku, na Prácheňsku i jinde. Na svých obrazech kromě klasických krajinek zvěčnil voraře, převozníky, pradleny na Otavě, plavení koní, výlovy rybníků i venkovany při práci a na odpočinku. Mnohá díla jsou ceněna i pro svou dokumentární hodnotu.

## Uznání
Za své dílo získal už za života mnoho uznání a ocenění. V roce 1974 byl jmenován zasloužilým umělcem, v roce 1977 byl jedním ze signatářů tzv. Anticharty. Po jeho smrti zájem o jeho osobu postupně ustával, až časem upadl téměř v zapomnění jako jeden z regionálních malířů. Svými díly je zastoupen mj. ve sbírkách Národní galerie v Praze, Alšovy jihočeské galerie v Hluboké nad Vltavou, Muzea Šumavy v Kašperských Horách a Muzea Středního Pootaví ve Strakonicích.